# Så klart!
Så klart! släpptes den 6 december 2006 och är ett album av det norska dansbandet Ole Ivars.

## Låtlista
1. Verdens beste sjåfør
2. Det er aldri fred å få
3. Du vet aldri hå du har før der er borte
4. Sommer'n kom med en vind i Mai
5. Jag brukte ta mi tid her på jorda
6. Penger åpneralle dører
7. Et lite under (dina Helenes melodi/saxofonsolo)
8. Kom deg ut ta stolen
9. Ja har aldri sett på makan
10. Unnskyld meg
11. Dovregubben (gitarrsolo)
12. Livet tar og livet gir
13. Diska for urent trav
14. Ja lengte hematt
15. Mange ville bytta plass med deg